# Соболевский, Зигмунд
Зигмунд Соболевский (Соболевски, пол. Zygmunt Sobolewski, англ. Sigmund Sobolewski; 11 мая 1923 — 7 августа 2017) — польский узник нацистских концлагерей, переживший Холокост. Был 88-м заключенным, прибывшим в Освенцим с первым транспортом узников 14 июня 1940 года, и оставался в заключении на протяжении четырёх с половиной лет Второй мировой войны.
После войны он рассказывал о пережитом в Освенциме разным аудиториям и стал известен как активист, противостоящий неонацистам, антисемитам и отрицателям Холокоста, опираясь на собственный опыт нееврейской (поляк-католик) жертвы и свидетеля нацистских преступлений. По его словам, в его послевоенной жизни не было ни дня, в котором он не вспоминал о пережитом в лагере. Его жизнь и воспоминания изложены в книге «Узник 88: Человек в полосатой робе» (Prisoner 88: The Man in Stripes) раввина Роя Таненбаума.

## Биография
Соболевский родился в Торуни, Польша, в семье мэра небольшого польского городка.

### Узник Освенцима, 1940—1944
В возрасте 17 лет Соболевский был отправлен в Освенцим (Аушвиц) за антинацистскую деятельность своего отца, польского офицера. Свободно владевший немецким языком Соболевский был вынужден работать переводчиком.
«Я выжил и потому, что я был молод, — говорил бывший узник концлагеря. — Большинство людей, которые выжили, были простые люди. Рабочие, крестьяне из польских деревень, которые не умели читать и писать, но, которые привыкли к тяжелой работе. Адвокаты, врачи, техники, люди с высшим образованием — многие из них после трех-четырех недель в Освенциме кончали жизнь самоубийством, потому что понимали ничтожность своих шансов на выживание».
Он был единственным выжившим свидетелем восстания 7 октября 1944 года в лагере смерти Аушвиц-Биркенау, когда группа еврейских заключённых взорвала крематорий №4 и попыталась сбежать. Соболевский был в пожарной части, и ему приказали тушить пожар. Он был свидетелем совершённой в отместку за восстание казни 450 еврейских членов зондеркоманды.
В интервью 1999 года он говорил: "Я выжил только для того, чтобы жить терзаемым назойливым вопросом: «Что отличало меня от узников-евреев?».

### Борец против отрицания Холокоста
После войны Соболевский путешествовал по миру, осев в Канаде в 1949 году (где стал также известен как Зигмунд Шервуд-Соболевски). С 1967 года он был активистом, выступающим против неонацизма. Живя в Торонто, он участвовал в демонстрации 6000 человек в Колизее Торонто, «осудившей подъём неонацистских сил в Германии». Он отправился в 7000-мильное путешествие по Европе, требуя от правительства Западной Германии компенсации членам Ассоциации бывших заключённых, прошедших через нацистские лагеря. В знак протеста против неофашизма он надел факсимиле своей тюремной униформы из Освенцима на пикет против появления немецкого неонацистского лидера на канадском телевидении.
В 1983 году, будучи владельцем отеля в Форт-Маклауде, провинция Альберта, он предложил оплатить поездку в Освенцим для Джима Кигстры — осуждённого за язык ненависти учителя из этого штата, учившего мифу о мировом заговоре евреев и отрицавшего Холокост. Однако тот отклонил предложение. В 1989 году, живя в форте Ассинибойн, Альберта, Соболевский организовал первую службу поминовения в польской католической церкви Святых Розарий Эдмонтона, которую посетили местные еврейские представители. Он сказал репортеру после этой программы, что, хотя быть католиком в Освенциме было плохо, «быть евреем там было безнадежно», и что он обеспокоен тем, что «преступления нацистов против человечности будут забыты и сметены с лица земли». . Он отметил, что он дал объявление в местной газете о помощнике, который помог бы ему с его мемуарами, и получил 43 отзыва. По его словам, только четверо респондентов слышали об Освенциме.
В 1990 году он повторил путь, который против своей воли проделал 50 лет назад — от Тарнова до Аушвиц-Биркенау, в рамках кампании за создание на месте этого лагеря смерти четырех «садов медитации». В том же году он организовал пикет неонацистского «Арийского фестиваля» (Aryan Fest), инициированного Терри Лонгом в Альберте. В 1991 году он был среди тех, кто в Чикаго обвинили посещавшего город польского кардинала Юзефа Глемпа в нечувствительности к пережившим Холокост.

### Поздние годы
Соболевский путешествовал по миру, читая лекции слушателям о своем опыте в Освенциме и предостерегая от отрицания Холокоста. Так, ещё в 2009 году он выступал перед учениками средней школы в Алабаме. В числе 3000 выживших он участвовал в церемониях, проведённых в Иерусалиме на 50-летие освобождения Освенцима в 1995 году.
В возрасте 90 лет Зигмунд Соболевский переехал на родину жены на Кубу. Он умер от пневмонии, осложненной болезнью Альцгеймера, в своём доме в Баямо на Кубе 7 августа 2017 года в возрасте 94 лет. У него остались жена Рамона Соболевски и трое их сыновей.